# Jenny Hasselquist

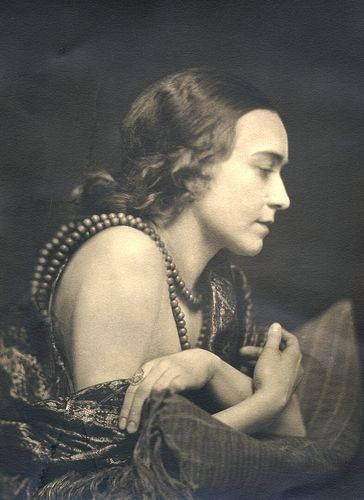
Jenny Hasselquist um 1915 auf einer Fotografie von Henry B. Goodwin

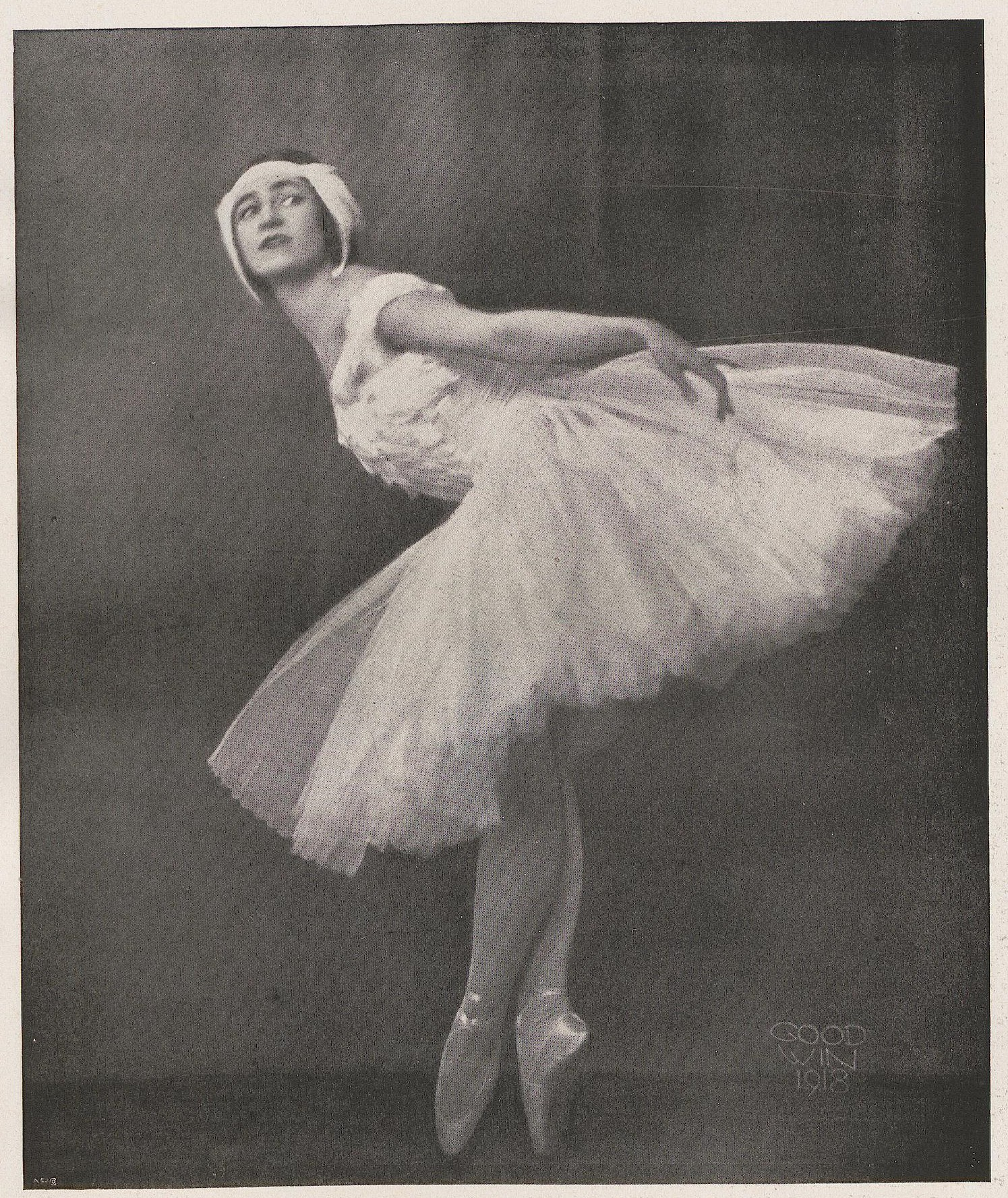
Der sterbende Schwan (1918)

Jenny Hasselquist, auch Jenny Hasselqvist (* 31. Juli 1894 in Stockholm; † 8. Juni 1978 ebenda) war eine schwedische Tänzerin und Schauspielerin.

## Leben und Wirken
Sie erhielt Ballettunterricht im Kindesalter und machte Karriere als Primaballerina an der Königlichen Oper. Im Jahr 1916 gewann sie der Regisseur Mauritz Stiller für einen Film namens Balettprimadonnan mit ihr in der Titelrolle.
Nach längerer Filmpause war es der deutsche Regisseur Ernst Lubitsch, der Hasselquist für sein Werk Sumurun in der Rolle der Geliebten des Sultans nach Berlin holte. Danach wirkte sie noch in einer Anzahl deutscher und schwedischer Produktionen mit, darunter in Hauptrollen in Mauritz Stillers Johan (1921) und Gösta Berling (1924) und Victor Sjöströms Die Feuerprobe (1922). Unter Edvin Adolphson und Julius Jaenzon übernahm sie eine Nebenrolle im ersten schwedischen Tonfilm Glücksmelodie (1929).  Nachdem sie 1930 in den Paramount Studios in Joinville eine schwedische Sprachversion des Hollywood-Films The Laughing Lady gedreht hatte, zog sie sich ins Privatleben zurück.

## Filmografie (Auswahl)
- 1916: Balettprimadonnan
- 1920: Sumurun
- 1921: Johan (Johan)
- 1922: Die Feuerprobe (Vem dömer)
- 1923: Mutter, dein Kind ruft!
- 1924: Gösta Berling (Gösta Berlings Saga)
- 1925: Wege zu Kraft und Schönheit
- 1925: Die Perücke
- 1925: Die Erde ruft (Ingmarsarvet)
- 1926: Die Wallfahrt eines Herzens (Till österland)
- 1927: Brennende Grenze
- 1927: Das Mädchen ohne Heimat
- 1928: Schuldig
- 1929: Glücksmelodie (Säg det i toner)
- 1930: Den farliga leken